# Луцій Цецилій Метелл Кальв
Луцій Цецилій Метелл Кальв (180/179 — після 136 р. до н. е.) — політичний, державний та військовий діяч Римської республіки, консул 142 року до н. е.

## Життєпис
Походив з роду Цецилієв. Син Квінта Цецилія Метелла, консула 206 року до н. е. 
У 145 році до н. е. став претором. У 142 році до н. е. його обрано консулом разом з Квінтом Фабієм Максимом Сервіліаном. Під час своєї каденції воював проти Віріата, але без значних успіхів. У 141 році до н. е. як провінцію отримав Цизальпійську Галлію. У 140—139 роках до н. е. був членом посольства на Схід щодо виявлення тамтешніх настроїв стосовно Риму. Подальша доля невідома.

## Родина
- Луцій Цецілій Метелл Далматік.
- Квінт Цецилій Метелл Нумідійський, консул 109 року до н. е.
- Цецилія Метелла, дружина Луція Ліцинія Лукула, претора 104 року до н. е.